# Markus van den Hövel
Markus van den Hövel (* 1963) ist ein deutscher Richter und Vorsitzender Richter am Landgericht Bochum.

## Leben
1989 wurde er in Bochum mit einer Arbeit über Zulässigkeits- und Zulassungsprobleme der Verfassungsbeschwerde gegen Gesetze promoviert. 1992 trat er in Hagen in den Richterdienst ein, wurde 1997 in Bochum zum Richter am Landgericht und 2002 zum Vorsitzenden Richter am Landgericht ernannt. Seitdem übt er zugleich das Amt des Referendar-Ausbildungsleiters aus. Seit 2007 ist er Vorsitzender der 2. Großen (Wirtschafts-)Strafkammer des Landgerichts Bochum, von 2012 bis 2016 und wieder seit 2022 ist er zugleich (nichtständiger) Beisitzer des 1. Senats des Dienstgerichtshofes der Richter des Landes Nordrhein-Westfalen. Er veröffentlichte neben zahlreichen Aufsätzen insbesondere Schriften zur Juristenausbildung, aber auch in fachfremden Bereichen über das Grabtuch von Turin und den Schleier von Manoppello. Er wirkte an zahlreichen TV- und Radiosendungen zu diesem Thema mit und ist regelmäßiger Interviewgast beim Schweizer Radio Gloria.

## Veröffentlichungen
- Zulässigkeits- und Zulassungsprobleme der Verfassungsbeschwerde gegen Gesetze. Diss., Berlin  1989.
- Die Tenorierung im Zivilurteil. 9. Aufl., München 2024
- Richterliche Arbeitstechnik.  6. Aufl., München 2021
- Der Trainer in der Zivilrechts-AG. Norderstedt 2010 (Book on Demand).
- Der Manoppello-Code. Norderstedt 2009 und 2011 (Book on Demand).
- Das Wahre Antlitz Jesu Christi. Das Grabtuch von Turin und das Schleiertuch von Manoppello. Wien 2010 (Broschüre).
- Der Manoppello-Code Veronica Manipuli. Norderstedt 2013 (Book on Demand).
- Die Reise nach Manoppello. Norderstedt 2019 (Book on Demand).
- Die Causa Manoppello - Eine Zeugenbefragung. Kißlegg: Christiana 2019.